# Alboglossiphonia polypompholyx
Alboglossiphonia polypompholyx — вид плоских пиявок (Glossiphoniidae). 

## Название
Родовое название Alboglossiphonia образовано от названия близкого рода Glossiphonia (ранее их объединяли) и лат. albus «белый» (для представителей этого рода характерна светлая окраска тела). 
Видовой эпитет polypompholyx происходит от греч. πολύς «много» и πομφόλυξ «пузырь», указывая на большое количество сосочков, покрывающих поверхность тела. 

## Описание
Общая длина Alboglossiphonia polypompholyx составляет 7—13 мм, ширина 2—3 мм. Тело листообразное, уплощённое в спинно-брюшном направлении, покрыто беспорядочно разбросанными по телу крупными сосочками на спинной стороне. Края тела с мелкими зазубринами.
Окраска тела светло-коричневая, с тёмными пятнами на спинной стороне тела, организованными в нерегулярные продольные линии. Брюшная сторона тела светлая, однотонная. Отдельные коричневые пятна могут присутствовать на передней присоске.
Тело сегментированное. Первый сегмент прирастает к простомиуму. Сегменты II и XXVI—XXVII состоят из 1 кольца, сегменты III—IV и XXV — из двух колец, сегменты V—XXIV — из трёх колец. 
На переднем конце тела имеется три пары глаз, глаза передней пары (сегмент IV) сильно сближены и неразличимы по отдельности. Между глазами как второй, так и третьей пары расстояние широкое, однако с каждой стороны глаз второй пары сливается с глазом третьей пары (сегмент V).  
Имеется мускулистый хобот. Желудок с 7 парами карманов (отростков), передние 6 из которых двулопастные, последняя существенно удлинённая и образует пять лопастей. Кишечник с 4 парами коротких неветвистых карманов.
Гермафродиты. Имеются семенной и яйцевой мешки. Мужское и женское половые отверстия (гонопоры) разделены 2 кольцами (мужская гонопора расположена между XI и XII сегментами, женская — на XII сегменте). Семенных мешков 6 пар. Откладывают коконы из 30—50 яиц диаметром около 0,28 мм. Развитие эмбрионов происходит в течение 15 суток. После вылупления в течение 7—10 дней не покидают брюшную сторону материнской особи, затем покидают её.

## Образ жизни
Alboglossiphonia polypompholyx обнаружена внутри мантийной полости единственного вида брюхоногих моллюсков — Bulinus truncatus (семейство булиниды). Паразит, питается соками и слизью моллюска. Примечательной особенностью этого вида плоских пиявок является особенно тесная связь со своим хозяином: молодые особи Alboglossiphonia polypompholyx ни разу не были обнаружены вне мантийной полости Bulinus truncatus, пиявки покидают тело моллюска только за 4 недели до размножения. После откладки коконов не питаются и вскоре погибают даже в присутствии моллюска. В свободноживущем состоянии найдены на твёрдых субстратах и листьях водного гиацинта Pontederia crassipes.
В лабораторных условиях проводились эксперименты, призванные определить степень специализации Alboglossiphonia polypompholyx на своём хозяине, которые подтвердили, что прочие виды брюхоногих моллюсков не подвергаются заселению. 
Размножение два раза в год — осенью и весной.

## Распространение
Обнаружена в Египте и Эфиопии, населяет бассейн Нила.

## Таксономия
Молекулярные данные отсутствуют. На основании морфологических и зоогеографических соображений, сближается с такими видами, как Alboglossiphonia afroalpina, Alboglossiphonia annandalei, Alboglossiphonia buniana, Alboglossiphonia disjuncta, Alboglossiphonia iberica, Alboglossiphonia levis, Alboglossiphonia macrorhyncha и Alboglossiphonia namaquaensis.